# Злой город (фильм)
«Злой го́род» — российский исторический фильм режиссёра Константина Буслова, рассказывающий об обороне Козельска во время монгольского нашествия на Русь. Главные роли сыграли Алексей Гуськов, Александр Метёлкин, Алексей Шевченков, Владимир Любимцев, Артём Волобуев, Полина Чернышова.
Картина вышла в прокат 30 января 2025 года.

## Сюжет
Действие фильма происходит в начале 1238 года. К городу Козельску, столице удельного Козельского княжества на лесной окраине Черниговской земли, где правит малолетний князь Василий, приближается монгольское войско. Для защиты города объединяются все местные жители, включая лесных разбойников, которые сожгли камнемёты и освободили «хашар» (безоружные местные жители, которых татаро-монголы использовали как прикрытие своих войск от стрел врагов). В течение семи недель козельцы отбивают атаки врага. Когда пришли тумены ханов Кадана и Бури с камнемётными машинами, монголы смогли взять город и сжечь его дотла.
В финальной сцене появляются уцелевшие главные герои, разбойник Улыба и его любимая Даша, которая ждёт ребёнка. Шайка Улыбы напала на купца Трясилу, которого сопровождала татаро-монгольская охрана. На заднем плане виден отстроенный заново Козельск.

## В ролях
| Актёр              | Роль                                                            |
| ------------------ | --------------------------------------------------------------- |
| Алексей Гуськов    | монах Даниил , бывший сотник дружины Козельска Ратша «обе руки» |
| Александр Метёлкин | Могута , бывший холоп Ратши                                     |
| Владимир Любимцев  | десятник дружины Козельска Лютобор                              |
| Леонела Мантурова  | дочь кузнеца Весняна                                            |
| Алексей Шевченков  | монах Василий , бывший атаман разбойников Берендей              |
| Максим Белбородов  | разбойник Улыба                                                 |
| Митя Махонин       | князь Козельский Василий                                        |
| Аглая Шиловская    | княгиня Козельская Мария                                        |
| Алексей Розин      | воевода Козельска Вадим                                         |
| Сергей Баталов     | епископ                                                         |
| Артём Волобуев     | купец Кудим                                                     |
| Дмитрий Куличков   | купец Трясила                                                   |
| Полина Чернышова   | знахарка Дарья , дочь златокузнеца                              |
| Василий Симонов    | Радомир , сын златокузнеца                                      |
| Юрий Павлов        | Годун                                                           |
| Виктор Супрун      | Замята                                                          |
| Алексей Воскович   | Вторуша                                                         |
| Валерий Дьяченко   | Симеон                                                          |
| Иван Котик         | Головня                                                         |
| Максим Солопов     | Троян                                                           |
| Валерий Скорокосов | кузнец Тверд                                                    |
| Василий Борисов    | хан Батый                                                       |
| Герасим Васильев   | полководец Субэдэй                                              |
| Марат Абишев       | половец Амет                                                    |
| Дмитрий Алексеев   | Тамача                                                          |
| Андрей Золотухин   | Эрден                                                           |
| Эрдэм Шагдуров     | толмач                                                          |

## Создание
Съёмки картины проходили зимой 2023—2024 года в Тверской области и Подмосковье. Для этого были построены полномасштабный деревянный город со стеной высотой 12 метров и рвом пятиметровой ширины, мост через реку. После окончания съемок фильма, декорация будет использоваться другими съемочными группами. Костюмерный цех пошил больше тысячи исторических костюмов. Для массовых сцен привлекали людей с характерной монголоидной внешностью из Якутии, Калмыкии и Казахстана. Работа над проектом шла при участии «Фонда кино».
«Злой город» вышел в театральный прокат 30 января 2025 года. На первый уик-энд прогнозировались 140—150 млн рублей сборов. Мнения первых зрителей о картине, по данным «Аргументов и фактов», разошлись. Рецензент «НГС24» раскритиковал фильм из-за «сценарных дыр» и плохих диалогов, но высоко оценил его патриотический настрой.

## Оценки
Критик Анна Петрова (КиноПоиск) осталась невысокого мнения о фильме, который, по её словам, «выглядит безжизненным».